# Batalla del petróleo

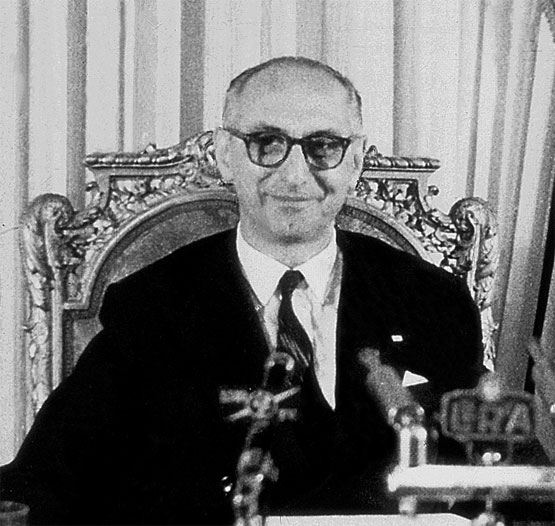
Pese a la controversia que generaron las políticas del presidente: gracias al gobierno desarrollista de Arturo Frondizi, se dieron récords en extracción de petróleo nunca antes vistos en la historia argentina, llegando al autoabastecimiento de petróleo, por primera vez en Argentina.

El gobierno de Arturo Frondizi anunció la batalla del petróleo en 1958, exactamente el 24 de julio, con el objetivo de alcanzar el autoabastecimiento de hidrocarburos. El objetivo se logró en tres años, pero a un costo político muy grande para el gobierno, que perdió gran apoyo de varios sectores que lo habían respaldado en su candidatura, además de la renuncia del vicepresidente Alejandro Goméz.
El químico Arturo Sabato fue una de las principales figuras tanto en esta «batalla», aumentándose el área de exploración y explotación mediante los contratos con empresas privadas.

## Historia

### Antecedentes
Cuando el 1 de mayo de 1958 Arturo Frondizi asumió la presidencia de la Nación Argentina, se encontró con un país con una economía muy desgastada y en quiebra, con una deuda externa de 1 000 000 000 de dólares y un déficit en la balanza de pagos de 300 000 000 de dólares anuales, precisamente este déficit era producido por las grandes compras de combustibles al exterior. Existía un problema muy grande de consumo y producción de petróleo en Argentina: el país gastaba 15 600 000 de toneladas, pero solo producía 5 000 000, por lo tanto se tenía que importar 10 000 000 de toneladas para abastecer de petróleo el país, equivalente al costo un millón de dólares por día, todo esto presentaba un valor que representaba la tercera parte del producto de las exportaciones, y un gasto de 300 000 000 de dólares en importación de petróleo, y era lo que producía ese déficit en la balanza de pagos.
En su discurso inaugural en el Congreso de la Nación expreso -entre otras cosas- algunas bases de su política energética:

Debemos alcanzar el autoabastecimiento energético, basado en la explotación de los yacimientos de petróleo y carbón y la utilización de la potencia hidroeléctrica. Ello nos permitirá ir sustituyendo gradualmente las importaciones de combustibles que en 1957 han insumido la cantidad de 318 000 000 de dólares.
Discurso de Arturo Frondizi, 1 de mayo de 1958.

### Desenlace
La apología de los contratos sigue atrincherándose en las cifras, que exhiben como aquello que no pudo lograrse en cincuenta años se consiguió en tres. Invoca, también, un muestrario de razonamientos: algunos se basan en la política realizada por el mismo Lenin.
Rodolfo Pandolfi.

El 24 de julio de 1958 el presidente brindo un discurso ante el país, explicando los problemas y consecuencias que tenía seguir importando petróleo. El gobierno anunció "la batalla del petróleo", el objetivo de esta "contienda" era lograr el autoabastecimiento petrolero "sea como sea". En su discurso dio la razón de su giro ideológico, la cual fue que Argentina no tenía más oro en el Banco para YPF, por lo que habría que traer capitales extranjeros para explotar el hidrocarburo, pero las petroleras se tendrían que llevar parte de las ganancias. Según el propio Arturo Frondizi a partir de ese momento, tanto él como funcionarios de todos los niveles comenzaron a recibir presiones por parte de los monopolios contra la nueva política petrolera. Poco después del 1 de mayo un representante de una de las grandes petroleras se entrevistó con el presidente en la residencia de Olivos, y la conferencia terminó con un arranque de ira de Frondizi. El 21 de julio, tres días antes del discurso, el comité nacional de la UCRI y las mesas directivas de los dos bloques parlamentarios oficialistas lo visitaron y exigieron que desistiera de sus planes. La mayoría de los funcionarios de la presidencia estaban en contra de los acuerdos, con la excepción de Rogelio Julio Frigerio. Los sindicatos y los universitarios también se opusieron, mientras que, si bien el coronel Juan Enrique Guglialmelli criticó los acuerdos, en las Fuerzas Armadas prevaleció al apoyo a los mismos, ya que los militares vinculaban la necesidad de autoabastecimiento a los problemas de defensa nacional. Los primeros contratos se realizaron con empresas de segundo orden: Shell y Esso, quienes descreían en la nueva política y juzgaron que no les convenía. Las empresas Carl M. Loeb Rohades, Panamerican Internatinoal Oil, Tennessee, Union Oil y The Ohio Oil aceptaron la nueva política. Cuando los acuerdos se pusieron en marcha, tanto Shell como Esso aceptaron negociar con el gobierno, tomando finalmente dos zonas importantes. Invirtieron cuarenta millones de dólares, pero no lograron extraer crudo. Recuperaron los cuarenta millones invertidos cuando Arturo Illia anuló los contratos y llegó a las millonarias compensaciones extrajudiciales. Según Frondizi, tanto Shell como Esso nunca dejaron de hostigar la posibilidad del autoabastecimiento. En 1967, sostuvo que mientras la Argentina producía por pozo y por día, siete metros cúbicos, Kuwait producía por pozo y por día mil ochocientos.
Con todos los avances que hubo en YPF, compras de maquinarias, construcción de oleoductos, YPF logró llegar a duplicar su producción, superando las 10 400 000 de toneladas de petróleo. Pero para llegar a las 15 600 000 toneladas de petróleo, el gobierno tuvo que hacer contratos de locación de obras y servicios, en especial con tres compañías: Banca Loeb en la Provincia de Mendoza, Panamericam en la ciudad de Comodoro Rivadavia y con la compañía Tenneessee en la Provincia de Tierra del Fuego, así la Argentina logró por primera vez llegar al autoabastecimiento de petróleo, rompiendo con 50 años de abastecimiento de petróleo importado por los grandes monopolios extranjeros. El Presidente también firmó con una subsidiaria de Standard Oil, un contrato de explotación, y a este contrato siguieron otros, que sumaron en conjunto 200 millones de dólares, lo que en sumatoria era un total de trece contratos. Además se le pudo dar solución a la crisis energética que había desde el gobierno de Juan Domingo Perón.

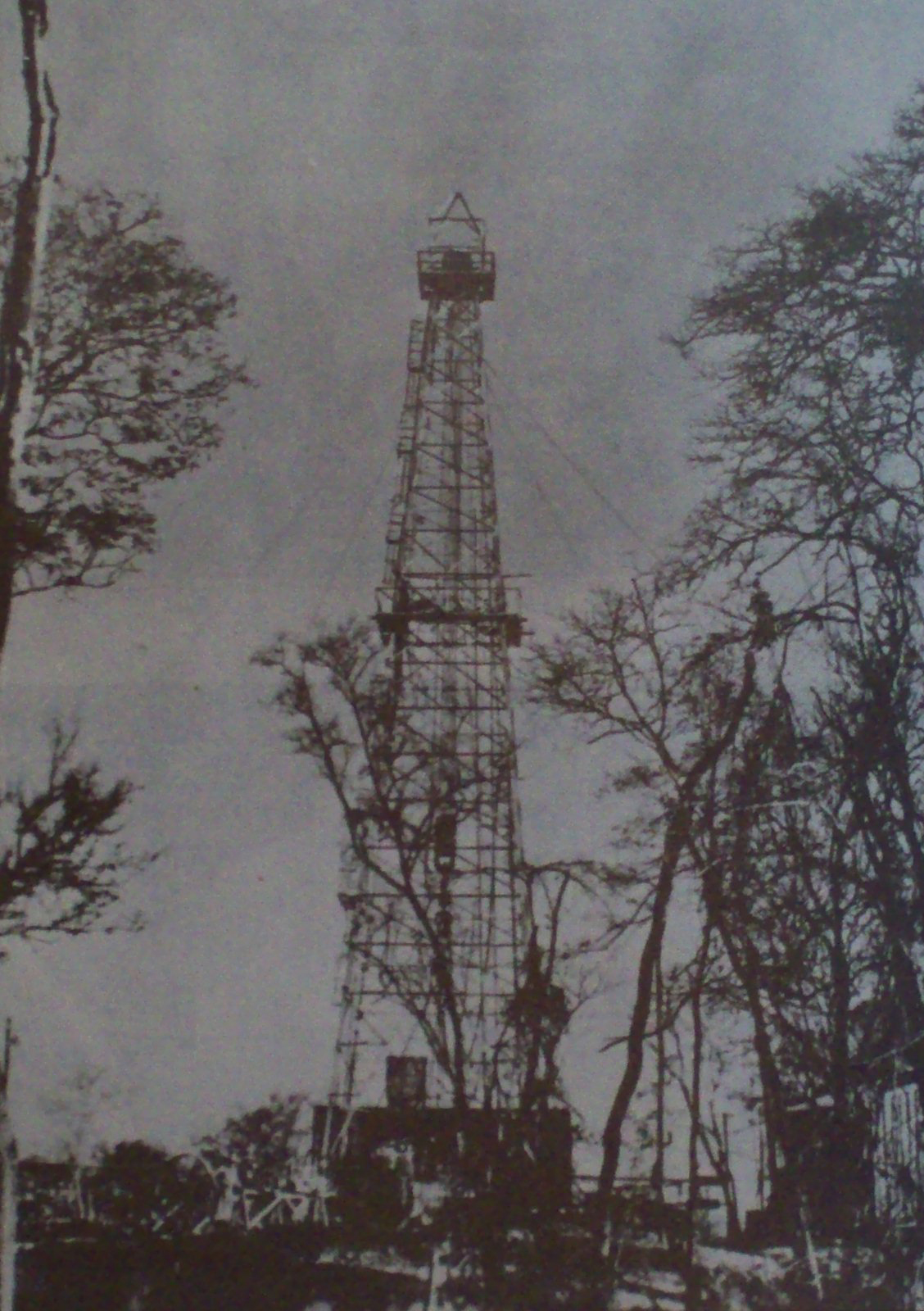
Torre de perforación de petróleo en Campo Durán, explotado por YPF.

A continuación, una cita del discurso del 24 de julio de 1958, en la cual explica su giro ideológico.

Cuando asumimos al gobierno, las reservas de oro ascendían a 125 000 000 y medio de dólares, y el conjunto de oro y divisas a poco más de 250 000 000 de dólares. A su vez el 1 de mayo al 31 de diciembre [1958] habrá que cumplir con compromisos por valor de 645 000 000 de dólares en el exterior. No disponemos por lo tanto, ni de un gramo de oro en el Banco Central para YPF.
Arturo Frondizi declarando la "batalla del petróleo".

### Controversias

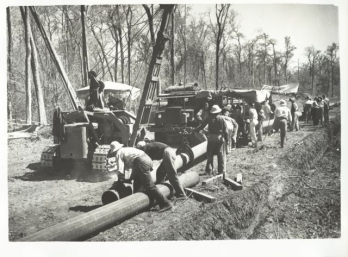
Construcción del gasoducto Campo Durán en 1958, con este gasoducto se llevó gas a los hogares argentinos.

Esta "batalla" fue uno de los momentos más conflictivos durante el gobierno de Arturo Frondizi, muchos miembros de la oposición (inclusive algunos legisladores dentro de la UCRI), se opusieron a los contratos petroleros acusándolos de "entreguistas". Por ello renunció el vicepresidente Alejandro Gómez.
En 1954, cuando Frondizi era diputado, había escrito el libro Petróleo y política, en el cual hablaba entre otras cosas de que YPF no precisaba ayuda externa ni capitales extranjeros para lograr el autoabastecimiento de petróleo, también dio un histórico discurso por Radio Belgrano el 27 de julio de 1955, en ese discurso cuestionó los contratos petroleros de Juan Domingo Perón, definiéndolos como "una ancha franja colonial cuya sola presencia sería como la marca física del vasallaje", y sentó las bases de su propia propuesta de gobierno.
Sin embargo, cuando asumió el gobierno, Frondizi reconoció la debilidad de YPF, además firmó contratos con empresas estadounidenses, acción que iba totalmente en contra de lo que había dicho el diputado Frondizi, a lo que decía el presidente Frondizi. Este gran cambio en su política, generó varias manifestaciones y huelgas, como los de los obreros petroleros, apoyados por el peronismo, en septiembre de 1958 los gremios de trabajadores petroleros declararon una huelga general, en repudio a los contratos petroleros. El presidente decretó el estado de sitio, poniendo presos a peronistas y comunistas, y de hecho se rompe el Pacto Frondizi-Perón. Cabe destacar que la economía argentina al momento que Frondizi era diputado y habló en contra de las inversiones extranjeras, era muy diferente a la de 1958, cuando el sistema económico se encontraba en peores condiciones.

## Objetivos
El gobierno de Frondizi sentó tres bases fundamentales para "ganar" esta batalla.
1. Nacionalización del petróleo.
2. Monopolio de YPF.
3. Autoabastecimiento petrolero.

## Anuncio e Implementación

### El Discurso del 24 de julio de 1958
En un discurso transmitido por cadena nacional, Frondizi lanzó oficialmente la "batalla del petróleo". Utilizó una retórica épica y nacionalista, calificando la iniciativa como una "lucha sin cuartel por la felicidad y la grandeza nacional" que se libraría "en nombre y a favor de la soberanía nacional". Presentó al país un ultimátum claro: continuar en una senda de declive económico y empobrecimiento, o explotar con decisión los recursos propios. Argumentó que, dado que el Estado carecía del capital necesario, la cooperación con empresas privadas era la única vía viable para alcanzar el objetivo urgente del autoabastecimiento.

### Marco Jurídico y Modalidad de los Contratos
Para dotar a la política de un marco legal que reafirmara la soberanía del Estado, el gobierno de Frondizi impulsó y promulgó a fines de 1958 la Ley 14.773 de Nacionalización del Petróleo. Su primer artículo establecía que todos los yacimientos de hidrocarburos eran propiedad "exclusiva, imprescriptible e inalienable del Estado Nacional" y prohibía explícitamente el otorgamiento de nuevas concesiones.
Los contratos se estructuraron, por tanto, no como concesiones, sino como contratos de locación de obra y servicios. Bajo este modelo, las empresas extranjeras perforarían y extraerían petróleo por cuenta y orden de YPF. La petrolera estatal conservaba la titularidad jurídica de las áreas y del petróleo extraído, pagando a las empresas una tarifa fija por sus servicios, parte en moneda extranjera y parte en pesos argentinos. Esta distinción legal fue un intento de rebatir las acusaciones de que la política constituía una "entrega" de la soberanía nacional.

### Acuerdos con Empresas Extranjeras
El gobierno actuó con celeridad, firmando numerosos contratos mediante el procedimiento de negociación directa en lugar de licitación pública, lo que se convirtió en otro punto de intensa controversia.
Los principales acuerdos iniciales incluyeron:
- Astra (Argentina): Contrato para la perforación de 30 pozos en áreas indicadas por YPF.

- "Grupo Estadounidense" (consorcio de empresas de EE. UU. y Europa): Un acuerdo masivo valorado en aproximadamente 700 millones de dólares, que incluía la perforación de unos 4.000 pozos, el suministro de equipos a YPF por 50 millones de dólares y la construcción de una fábrica de maquinaria petrolera en el país.
- Petrofina (Bélgica): Un contrato para la perforación de unos 200 pozos, con una inversión estimada de 35 millones de dólares.
- Otros contratos significativos se firmaron con empresas como Pan American Oil, Tennessee Gas Transmission, Union Oil of California, Esso (Standard Oil) y Shell, abarcando vastas áreas en las cuencas de la Patagonia (Chubut, Santa Cruz, Tierra del Fuego), Cuyo (Mendoza) y el Noroeste.[15][17]

| Compañía                      | País de Origen          | Zona de Operación   | Superficie (km²)    | Tipo de Contrato       |
| ----------------------------- | ----------------------- | ------------------- | ------------------- | ---------------------- |
| Pan American Oil              | Estados Unidos          | Chubut y Santa Cruz | 4.040               | Producción             |
| Tennessee Gas                 | Estados Unidos          | Tierra del Fuego    | 14.000              | Exploración/Producción |
| Union Oil of California       | Estados Unidos          | Chubut y Santa Cruz | 16.000              | Exploración/Producción |
| Esso (Standard Oil)           | Estados Unidos          | Neuquén             | 4.800               | Exploración            |
| Shell                         | Reino Unido/Países Bajo | Río Negro           | 30.000              | Exploración            |
| L.R. Development (Banca Loeb) | Estados Unidos          | Mendoza             | 4.000               | Producción             |
| CADIPSA                       | Argentina               | Santa Cruz          | 32                  | Producción             |
| Petrofina                     | Bélgica                 | Chubut              | (Pozos específicos) | Perforación            |
| Astra                         | Argentina               | Chubut              | (Pozos específicos) | Perforación            |

## Obras y resultados

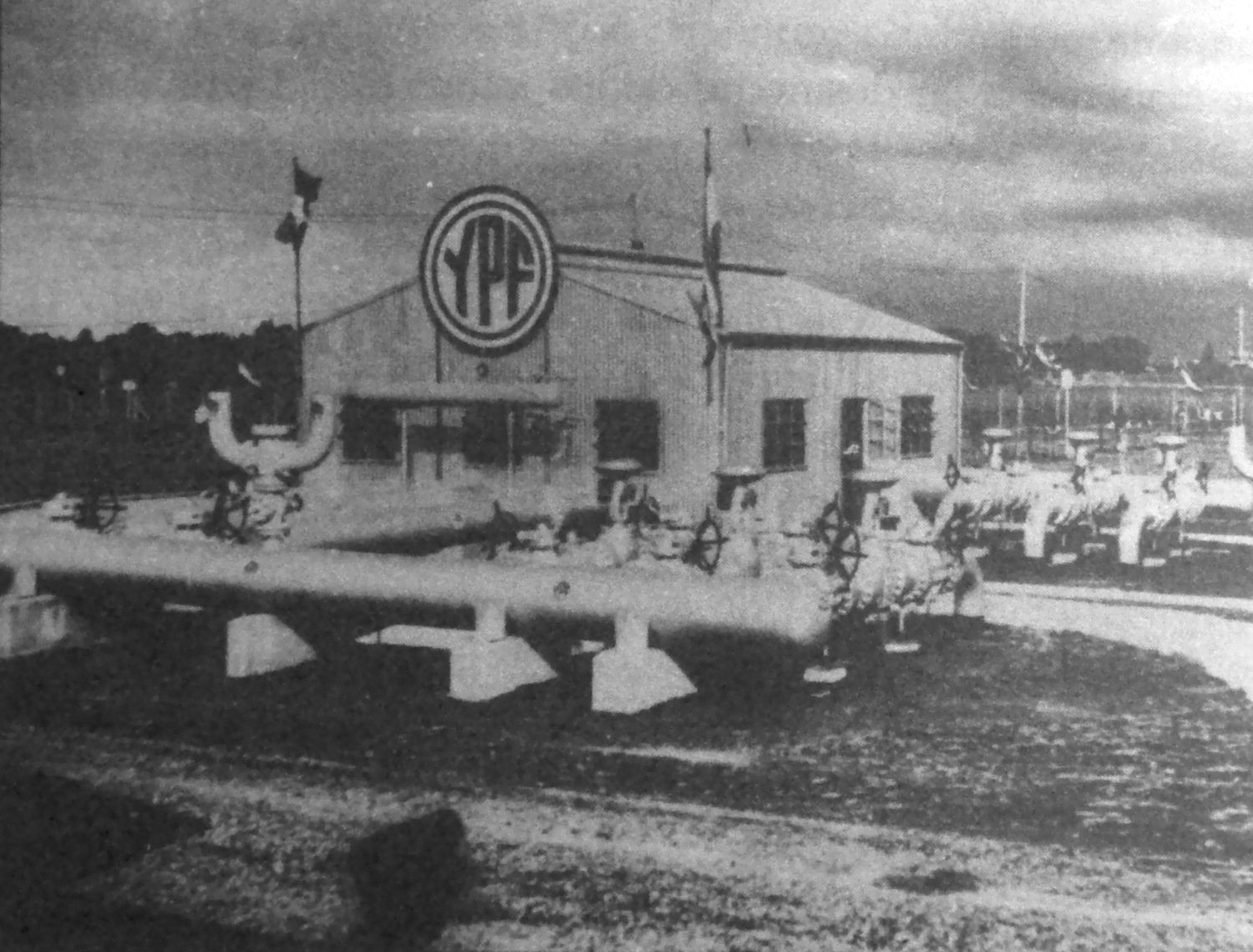
Terminales y válvulas del gasoducto Campo Durán, ejemplo de la infraestructura que gozó Argentina durante "la batalla del petróleo".

Aunque en esta batalla, el gobierno perdió confianza, sobre todo en el ala izquierda por el tema de la negociación de contratos con empresas estadounidenses, los resultados en producción que dio batalla del petróleo fueron bastante positivos: por primera vez Argentina logró el autoabastecimiento, las reservas aumentaron un 50 %, se compraron 36 equipos perforadores de pozos petroleros, en 1958 se construyó el gasoducto Campo Durán, se realizó la compra más grande de maquinarias para YPF y en el año 1960 se llegó a tener 100 equipos trabajando, el doble de lo que tenía YPF, se logró dar una solución a la crisis energética que había hacia 1951, acabando con la "dieta eléctrica" y los apagones. Pero un detalle aún más relevante fue que al no tener que comprar hidrocarburos hacia que se ahorren divisas, ya que antes se gastaban muchos capitales en importación de petróleo. Prácticamente se creó la industria petroquímica que ubicó al país como segunda potencia regional en este rubro.
En Argentina también existen yacimientos de carbón. El yacimiento más grande se encuentra en Río Turbio, en la Provincia de Santa Cruz, esta es la fuente de carbón más grande de Argentina, tiene el 99 % de las reservas de carbón del país. La explotación comenzó en 1941, y su explotación estuvo originalmente a cargo de YPF. Durante el gobierno de Frondizi se creó YCF (Yacimientos Carboníferos Fiscales), empresa encargada de la exploración y extracción de carbón. En la actualidad Argentina usa este carbón para calefacción o para abastecer a las centrales térmicas para producir electricidad, pero para las industrias lo importa.
En 1960 se construyó un segundo gasoducto (contando el gasoducto de Comodoro Rivadavia a Buenos Aires), se llamó el "Gasoducto General San Martín", pero a diferencia al otro gasoducto, este tiene mayor diámetro y en consecuencia mayor capacidad de transporte. La construcción del gasoducto fue motivada cuando se descubrieron yacimientos gasíferos en la provincia de Salta, así el ducto fue planificado para que vaya de Campo Durán a Buenos Aires y que también, se uniera con áreas de Bolivia para importar gas desde ese país. Durante unos cuarenta años, el servicio de gas alcanzó una participación del 40 % del consumo de energía primaria, y llegó a ser el combustible esencial y el más barato para la mayoría de la población, también sirvió para dar una solución al problema energético. Sustituyó a los combustibles líquidos para generar electricidad y en grandes industrias.
En total, durante los cuatro años de gobierno se perforaron 4000, y para 1962 ya se exportaban 530 000 000 de metros cúbicos de fuel-oil, el metro cúbico de petróleo pasó a costar 6 dólares, cuando antes se gastaba 20 dólares. Gracias a la construcción de oleoductos y los gasoductos antes mencionados, se pudo abastecer al país de gas para las industrias y hogares, reemplazando a los combustibles sólidos y líquidos que se usaban para cocina y calefacción.
Cuando la Patagonia fue productora de este recurso en la cuenca neuquina, en los yacimientos de Loma de la Lata, surgieron los gasoductos NeuBA I y II, de la provincia de Neuquén a Buenos Aires. Le siguió el que uniría Neuquén con Mendoza y hacia el este, para llevar el gas a otras regiones del país. Esta red de gasoductos troncales, junto con una extensa red de gasoductos secundarios, puso el gas natural al alcance de los hogares más poblados del país, como también a las industrias.

## La Anulación de los Contratos

### La Política Petrolera de Arturo Illia
Tras el derrocamiento de Frondizi en marzo de 1962 y un breve gobierno interino, Arturo Illia, de la UCRP, ganó las elecciones de 1963. Cumpliendo con la principal promesa de campaña de su partido, el 15 de noviembre de 1963, el presidente Illia firmó los Decretos 744/63 y 745/63, que declaraban los contratos petroleros "nulos de nulidad absoluta, por vicios de ilegitimidad y ser dañosos a los derechos e intereses de la Nación".

### Consecuencias de la Anulación
La anulación de los contratos tuvo importantes consecuencias negativas. A nivel internacional, generó un serio conflicto diplomático con Estados Unidos y dañó la reputación de Argentina como un destino seguro y predecible para la inversión extranjera. La inversión extranjera directa en el país se desplomó, pasando de más de 100 millones de dólares en 1962 a solo 33 millones en 1964.
En el plano productivo, sin la inversión y la tecnología de las empresas contratistas, la producción de petróleo se estancó y luego comenzó a declinar, mientras la demanda interna seguía creciendo. Esto obligó a Argentina a volver a aumentar las costosas importaciones de crudo, perdiendo el autoabastecimiento.